# Nadine Bollmeier
Nadine Bollmeier (21 juni 1981) is een Duits tafeltennisster. Van september 2005 tot en met de voorjaarscompetitie van 2007 speelde ze in de Nederlandse eredivisie voor MF Services/Fürst, waarmee ze in 2005/06 en 2006/07 algeheel landskampioen werd.
Bollmeier debuteerde op haar vijftiende in de Duitse Bundesliga tafeltennis voor TuS Bad Driburg, dat ze later inruilde voor Bayer 05 Uerdingen. Na haar daaropvolgende dienstverband in Heerlen, keerde ze terug in de Bundesliga bij MTV Tostedt. Fürst verving haar met de Belgische Karen Opdencamp.
Bollmeier is sinds 1999 Duits international. Behalve competitiewedstrijden in clubverband speelt ze individueel internationale toernooien in het kader van de ITTF Pro Tour. Daarop haalde ze in 2004 de halve finale van het Egypte Open in het dubbelspeltoernooi.

## Erelijst
- Nederlands landskampioen 2006 en 2007 (met Fürst)
- Duits kampioene dubbelspel 2003, 2005 en 2008 (driemaal met Alexandra Scheld)
- Hoogste positie ITTF-wereldranglijst: 110e (in april 2009)